# Frank Riseley
Frank Riseley, född 6 juli 1877 i Bristol, död 6 februari 1959 i Torquay, Devon, var en brittisk tennisspelare aktiv under 1900-talets första årtionde. Som tennisspelare utmärkte sig Riseley främst genom ett kraftfullt attackspel framme vid nät.
Frank Riseley är främst bekant för sina insatser i Wimbledonmästerskapen. Vid tre tillfällen, 1903, 1904 och 1906 
nådde han singelfinalen, Challenge Round, men förlorade alla gånger mot Laurie Doherty. Som dubbelspelare tillsammans med Sydney Smith spelade han 5 år i följd (1902-1906) final och vann två gånger. Samtliga dessa finaler spelades mellan Riseley/Smith och brödraparet Reginald Doherty/Laurie Doherty. Den första titeln vann paret 1902 och bröt därmed syskonparets segersvit i herrdubbeln i Wimbledon som börjat 1897. Med den sista titeln, 1906, hindrade Riseley/Smith bröderna Doherty att ta sin nionde dubbeltitel i mästerskapen. Han vann herrsingeltiteln i Irish Open 1906.
Riseley deltog i det brittiska Davis Cup-laget 1904 och 1922. Han spelade totalt tre matcher och vann alla.

## Titlar iGrand Slam-turneringar
- Wimbledonmästerskapen
  - Dubbel - 1902, 1906 (med Sydney Smith)